# Allerona
Allerona è un comune italiano di 1 689 abitanti della provincia di Terni in Umbria. Fa parte dei Borghi più belli d'Italia.

## Geografia fisica
Allerona fa parte dei Comuni insigniti del titolo di Borghi più belli d'Italia dal 2016. È il comune più occidentale della regione Umbria e condivide con Norcia, Città di Castello e San Giustino la particolarità di essere uno quatto comuni umbri il cui territorio confina con due regioni diverse, esattamente con il comune laziale di Acquapendente, in provincia di Viterbo e con il comune toscano di San Casciano dei Bagni, in provincia di Siena.

## Storia

### Simboli
Lo stemma e il gonfalone sono stati concessi con DPR del 25 maggio 1970.
Lo stemma del comune si può blasonare: di rosso, al monte all'italiana di tre cime, d'oro, movente dalla punta, cimato dal cervo saliente anch'esso d'oro; con il capo d'argento, caricato di due rami di corbezzolo incrociati, il capo sostenuto da una fascia ondata di azzurro, caricata di una gemella ondata d'argento.
Il gonfalone è un drappo partito di azzurro e di rosso.

## Monumenti e luoghi d'interesse

### Architetture civili
- Porta del Sole. Costituiva l'accesso al castello. Quando Allerona era baluardo di Orvieto verso Chiusi.

## Società

### Evoluzione demografica
Abitanti censiti

## Cultura

### Eventi
La terza domenica di maggio viene celebrato sant'Isidoro, patrono degli agricoltori. In questa festa, come da tradizione, vengono esposti i "Pugnaloni", cioè carri allegorici che rappresentano scene di vita agreste; su ogni carro, inoltre, è riportata la scena del miracolo di S. Isidoro (il santo prega mentre un angelo lavora per lui). La parola "Pugnalone" viene fatta derivare dal "Pungolo", un bastone con ad una estremità un puntale di ferro e all'altra un raschietto, utilizzato dai contadini per spronare i buoi e per pulire l'aratro dalle zolle. Prima della guerra, i "Pugnaloni" erano oggetti fatti in legno o con altro materiale che si riferivano al lavoro dei campi, e realizzati dai contadini durante l'inverno. I carri vengono esposti il giorno della festa fino al momento della premiazione del più bello.
Da notare la netta distinzione tra i Pugnaloni di Allerona e gli omonimi Pugnaloni del contiguo comune di Acquapendente.

## Amministrazione
Il sindaco in carica è Luca Cupello, eletto nel 2024.

### Sindaci
| Periodo        | Periodo        | Primo cittadino     | Partito                                                      | Carica  | Note  |
| -------------- | -------------- | ------------------- | ------------------------------------------------------------ | ------- | ----- |
| 23 aprile 1995 | 13 giugno 1999 | Marcello Bellezza   | centro-sinistra                                              | Sindaco | [ 8 ] |
| 13 giugno 1999 | 12 giugno 2004 | Marcello Bellezza   | lista civica                                                 | Sindaco | [ 8 ] |
| 12 giugno 2004 | 26 maggio 2014 | Valerio Rocchigiani | lista civica                                                 | Sindaco | [ 8 ] |
| 26 maggio 2014 | 10 giugno 2024 | Sauro Basili        | lista civica di centro-sinistra Trasparenza e partecipazione | Sindaco | [ 8 ] |
| 10 giugno 2024 | in carica      | Luca Cupello        | lista civica di centro-sinistra Allerona bene comune         | Sindaco | [ 8 ] |